# Rakov Škocjan
Rakov Škocjan – wieś w Słowenii, w gminie Cerknica. W 2018 roku liczyła 14 mieszkańców.